# Lucía Pinochet
Inés Lucía Pinochet Hiriart (Santiago, 14 de diciembre de 1943) es una educadora y política nacionalista chilena, primogénita del dictador Augusto Pinochet. Fue concejala por la comuna de Vitacura, por el período 2008-2012. Durante la dictadura militar fue fundadora y presidenta de varias organizaciones que intentaban integrar el nacionalismo dentro del ideario del régimen.

## Familia y estudios
Es la hija mayor del dictador y general Augusto Pinochet Ugarte y de Lucía Hiriart, ambos descendientes franceses. Su abuela paterna, Avelina Ugarte de Pinochet, era descendiente vasca.
Se tituló de educadora de párvulos, con licenciatura en letras, en la Universidad de Chile. También es licenciada en educación, título que obtuvo en 1994 en la Universidad Metropolitana de Ciencias de la Educación.
Contrajo matrimonio cinco veces; entre sus cónyuges estuvieron Hernán García Barzelatto, los empresarios Jorge Aravena y Juan Pablo Vicuña y el pintor Roberto Thieme, quien fue miembro del movimiento de ultraderecha Patria y Libertad. Tiene tres hijos, todos con García Barzelatto: Rodrigo Andrés –quien acompañaba a Augusto Pinochet en el auto donde sufrió un atentado en 1986–, Francisco Javier y Hernán Augusto.

## Vida pública

### Dictadura militar

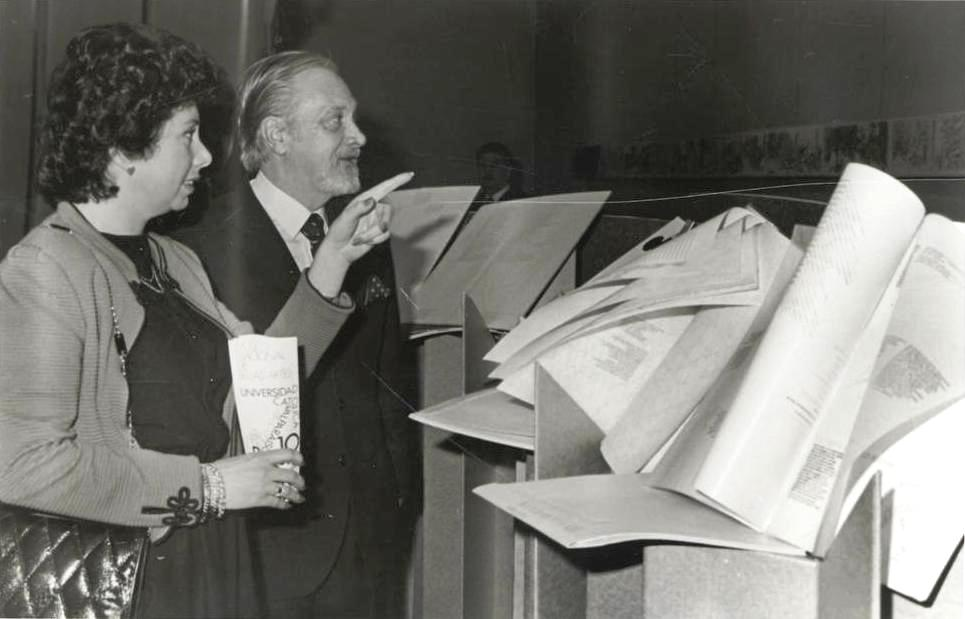
Lucía Pinochet junto a Enrique Campos Menéndez en una exposición (1981).

Durante la dictadura militar encabezada por su padre, manejó la cartera de empresas del Estado del Instituto de Seguros del Estado, siendo intermediaria de la institución mediante una empresa ad hoc, denominada Storil Ltda.
Fue fundadora y presidenta –entre 1977 y 1982– de la Corporación de Estudios Nacionales, un think tank partidario de la Junta Militar que se opuso a las vías constitucionales, a los partidos políticos y a la democracia liberal en su conjunto. Bajo su dirección, esta corporación fue parte importante del «sector duro» de la derecha pinochetista –compuesto esencialmente por elementos nacionalistas y fascistas–, desde donde erigió un discurso contra el consumismo y el «liberalismo desenfrenado» que «llevaría al debilitamiento de la defensas de la sociedad», además de publicar los escritos de figuras como Osvaldo Lira, Pablo Rodríguez Grez, Carlos Cruz-Coke Ossa, Ramón Callís, Juan Antonio Widow, entre otros.
Asimismo, fue fundadora de la Fundación Nacional de la Cultura (1982), dedicada a «promover el arte joven», de la que fue presidenta; la Primera Feria Nacional de Artesanía (1983); y del Instituto Profesional de Estudios Superiores Luis Galdames, que dirigió entre 1985 y 1992.

### Regreso a la democracia
Tras el regreso de la democracia, entre 1992 y 1996, se radicó en Miami, Estados Unidos, donde administró la sucursal de ventas de CEMA Chile, institución presidida por su madre. Volvió a Chile, y entre 1995 y 1998 fue miembro del Directorio de la Fundación Augusto Pinochet.

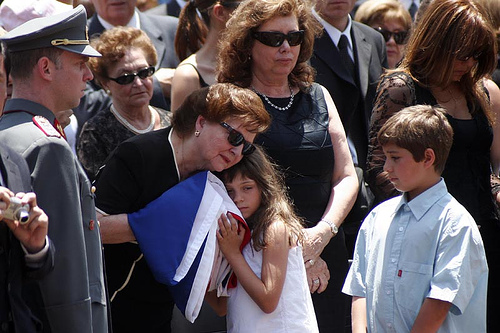
Lucía Pinochet (al centro, con gafas), junto a su madre Lucía Hiriart y otros familiares durante el funeral de Augusto Pinochet. en 2006.

Acusada de fraude fiscal, Pinochet viajó a los Estados Unidos en enero de 2006, donde pidió asilo político, pero fue deportada a Argentina, el último país donde había estado. En el funeral de su padre, ese mismo año, dio un discurso en representación de la familia Pinochet Hiriart, donde reivindicó el golpe de Estado del 11 de septiembre de 1973, diciendo que Augusto Pinochet había encendido «la llama de la libertad» en su país tras el gobierno de Salvador Allende.
El 13 de septiembre de 2007, Pinochet anunció su intención de lanzar su candidatura independiente a diputada por el distrito 23 (Las Condes, Vitacura, Lo Barnechea) en Santiago. Sin embargo, fue arrestada en octubre de ese año por el caso Riggs, junto con su madre y sus cuatro hermanos, además de otras 17 personas (incluyendo dos generales, uno de sus exabogados y su exsecretaria). Se les acusó de malversación de fondos, uso de pasaportes falsos, y de haber transferido ilegalmente US$ 27 millones (£ 13,2 millones) a bancos extranjeros durante el régimen de Pinochet.
Pinochet fue elegida concejal de Vitacura, comuna del sector nororiente de Santiago, en las elecciones municipales de 2008, donde recibió cerca del 16 % de los votos, terminando en segundo lugar. Asumió el 6 de diciembre de ese año y cesó en el cargo el 6 de diciembre de 2012. Actualmente vive en los Estados Unidos.

## Obras
- Augusto Pinochet: Pionero del mañana (1997)

## Historial electoral

### Elecciones municipales de 2008
Concejales para la comuna de Vitacura (Se consideran sólo los candidatos que resultaron elegidos para el Concejo Municipal)
| Candidato                     | Partido | Votos | %     | Resultado |
| ----------------------------- | ------- | ----- | ----- | --------- |
| Catalina Del Real Mihovilovic | RN      | 7888  | 17,91 | Concejala |
| Lucía Pinochet Hiriart        | IND     | 6982  | 15,85 | Concejala |
| Carlos Cruz-Coke Carvallo     | ILE     | 3594  | 8,16  | Concejal  |
| Guillermo Agüero Garcés       | RN      | 3500  | 7,95  | Concejal  |
| Raúl Correa Brahm             | UDI     | 3441  | 7,81  | Concejal  |
| Patricia Alessandri Balbontin | UDI     | 2344  | 5,32  | Concejala |